# Nga Mi Sơn (thành phố cấp huyện)
Nga Mi Sơn (chữ Hán giản thể: 峨眉山市, âm Hán Việt: Nga Mi Sơn thị) là một thành phố cấp huyện thuộc địa cấp thị Lạc Sơn, tỉnh Tứ Xuyên, Cộng hòa Nhân dân Trung Hoa. Thành phố này có diện tích 1151,4 km2, dân số năm 2002 là 435.000 người. Thành phố Nga Mi Sơn được chia thành 12 trấn và 6 hương. Chính quyền thành phố đóng ở trấn Tuy Sơn. Thành phố này nằm dưới chân Nga Mi Sơn, di sản thế giới. Thành phố này có Đại học Giao thông Tây Nam.